# حبیب‌الله ایگدر
حبیب‌الله ایگدر جودوکار ایرانی دستهٔ ۶۰ کیلوگرم است که در سال ۱۳۶۱ در شهرستان هفتکل به دنیا آمد.
وی در مسابقات جهانی نابینایان جهان که در شهر آنتالیا در کشور ترکیه برگزار شد، توانست با شکست حریفان قدرتمندی که قهرمان آسیا و همچنین قهرمان پارالمپیک هم در بین آن‌ها بود به مدال نقره دست یابد.
وی هم‌اکنون سرمربی تیم جودوی نفت مسجدسلیمان است.